# Friedrich Anton Harbort
Friedrich Anton Harbort (* 9. März 1834 in Halle (Westf.); † 8. Oktober 1866 in Oschersleben (Bode)) war katholischer Theologe und Pfarrer in Oschersleben.

## Leben
Nach seinem Theologiestudium in Paderborn wird Anton Harbort 1859 von Bischof Konrad Martin im Paderborner Dom zum Priester geweiht. Dieser sendet ihn daraufhin in das Bischöfliche Kommissariat Magdeburg, wo er an der St.-Peter-und-Paul-Kirche in Groß Ammensleben seine erste Stelle antritt. 
Bereits im Frühjahr 1860 wird er nach Oschersleben versetzt, wo er sich als Pfarrer um die katholischen Gastarbeiter aus Schlesien und dem Eichsfeld kümmert. Um vor allem den Mädchen der Gemeinde ein gewisses Maß an Bildung zukommen zu lassen, bittet Anton Harbort den Paderborner Bischof um Unterstützung, woraufhin dieser 1863 die Stifterin der Kongregation der Schwestern der Christlichen Liebe veranlasst, eine Filiale ihres Ordens in Oschersleben zu errichten. Nachdem das Schulwesen größtenteils geregelt ist, bemüht sich Pfarrer Harbort um den Bau einer Kirche, die der täglich anwachsenden Gemeinde den nötigen Raum bieten soll. Dafür verfasst er Aufrufe und schreibt Gedichte, in denen er um Unterstützung für seine Missionsarbeit bittet. In den Jahren 1863 bis 1866 reist er außerdem durch Deutschland, um auf seine Situation aufmerksam zu machen. 
Bedingt durch den Ausbruch der Cholera in Oschersleben, muss Pfarrer Harbort das Spendensammeln nahezu einstellen, da viele seiner Gemeindemitglieder, die größtenteils zur sozialen Unterschicht zählen, von dieser Krankheit betroffen sind. Durch unzureichende sanitäre Anlagen und das Fehlen von Isolierungsmöglichkeiten der Erkrankten, breitet sich diese Seuche immer stärker aus.
Am 7. Oktober 1866 wird Pfarrer Harbort dreimal in das rund sechs Kilometer entfernte Großalsleben gerufen, um dort Kranken und Sterbenden beizustehen. Bei seinem letzten Gang nach Großalsleben findet er einen dreizehnjährigen Knaben vor, den er wäscht und pflegt und ihm somit das Leben rettet. 
Allerdings infiziert er sich dabei selber und stirbt bereits am darauffolgenden Tag an der Krankheit. Unter großer Anteilnahme der katholischen und evangelischen Christen Oscherslebens sowie vieler Bürger der Stadt wird Pfarrer Harbort auf dem Oscherslebener Friedhof beigesetzt.
Auf die Stelle als Pfarrer in Oschersleben folgt im gleichen Jahr sein Bruder August Harbort (1839–1911), der bis 1893 Pfarrer in Oschersleben blieb und unter dem 1867/68 die St.-Marien-Kirche erbaut wurde. Seit 1945 trägt eine Straße in Oschersleben den Namen „Anton Harbort“.